# Nervo
I nervi sono strutture anatomiche del sistema nervoso periferico formate da fasci di assoni (provenienti da un gruppo di neuroni) che trasportano informazioni da o verso il sistema nervoso centrale. Il nervo contiene, inoltre, vasi sanguigni utili al rifornimento di ossigeno e nutrienti.
Nel nervo sono presenti guaine di tessuto connettivo che si fanno via via più piccole, ricoprendo prima l'intero nervo poi fasci e fascetti di assoni (epinervio, perinervio ed endonervio). Il colore dei nervi può variare dal bianco al grigio, a seconda della prevalenza di fibre mieliniche o amieliniche. Le fibre nervose possono essere efferenti ossia motorie (quando trasmettono impulsi dal sistema nervoso centrale alla periferia) oppure afferenti ovvero sensitive (quando trasmettono gli stimoli sensoriali dagli organi periferici al sistema nervoso centrale).
I nervi possono contenere fibre efferenti, afferenti o entrambe (in caso di nervi misti). Esistono due tipi principali di nervi: encefalospinali e del sistema autonomo. I nervi encefalospinali (o somatici) partono dal sistema nervoso centrale e si distribuiscono ai distretti superficiali e scheletrici del corpo. I nervi del sistema nervoso autonomo (o nervi viscerali) si distribuiscono, invece, nella muscolatura liscia, nei visceri, nei vasi, nelle ghiandole e nel cuore.

## Direzionalità dei nervi
- Per nervo efferente si intende la fibra nervosa che dal centro va verso la periferia del corpo, il cui segnale va quindi in senso centrifugo.
- Per nervo afferente si intende la fibra nervosa il cui segnale corre in senso centripeto, ovvero dalla periferia del corpo verso il sistema nervoso centrale.

## Traumatismi dei nervi periferici
I nervi periferici sono composti da fasci di assoni il cui nucleo si trova protetto all'interno della cavità vertebrale (midollo spinale), quindi una lesione del nervo non provoca la morte della cellula nervosa ma la degenerazione della parte distale al trauma (degenerazione walleriana diretta). Se non interviene un processo di rigenerazione anche la parte prossimale del nervo andrà incontro a degenerazione walleriana.
La rigenerazione è possibile se le guaine esterne al nervo rimangono integre o se vengono chirurgicamente riparate.
Le lesioni traumatiche dei nervi sono state classificate da Seddon nel 1943 e perfezionate da Sunderland nel 1951.

### Lesioni neuroaprassiche
Le lesioni neuroaprassiche sono quelle in cui il danno colpisce specificatamente il rivestimento mielinico delle cellule di Schwann mentre viene preservata la continuità assonale e le altre guaine del nervo. Clinicamente e strumentalmente la conduzione nervosa è rallentata o assente, sebbene essa sia preservata prossimamente e distalmente alla lesione. Queste lesioni sono generalmente localizzate e rappresentano il grado più lieve di lesione nervosa. Esse sono reversibili, con pieno recupero della funzione che solitamente si verifica entro settimane o alcuni mesi dal trauma. 

### Diagnostica
L'elettromiografia ed elettroneurografia permette la diagnosi di natura del danno assonale e di controllare il decorso post operatorio per valutare la progressione della rigenerazione.

#### Lesioni assonotmesiche
Le lesioni assonotmesiche sono più severe e sono caratterizzate da una interruzione degli assoni con preservazione delle guaine più esterne (endonervio, perinervio ed epinervio). Si verifica una degenerazione walleriana diretta ed il recupero è legato al processo rigenerativo assonale. Il recupero è completo anche se i processi rigenerativi sono lenti (circa 1 mm al giorno con ampie variabilità da soggetto a soggetto a seconda dell'età e dello stato generale di salute) e legati alla distanza tra la sede del trauma e quella dell'attività del nervo.

#### Lesioni neurotmesiche
Le lesioni neurotmesiche rappresentano il grado più severo di lesione di un nervo periferico. Queste lesioni sono ulteriormente suddivise a seconda se è stato leso l'endonervio (3º grado), oppure l'endonervio e il perinervio (4º grado) oppure l'interruzione è stata totale (5º grado). In questi casi la rigenerazione spontanea è possibile (nel 3º grado) ma improbabile a causa dei fenomeni cicatriziali che avvengono all'interno dell'epinervio, nei primi due gradi di neurotmesi, e impossibile nell'ultimo grado. Queste lesioni perciò richiedono una riparazione chirurgica, che deve essere effettuata in tempi rapidi anche se non in urgenza e questo per evitare che insorga la degenerazione degli assoni a monte del trauma e alla conseguente disfacimento del neurone.